# Sjevoeot
Sjevoeot (Hebreeuws: שבועות, letterlijk Eden) is het zesde traktaat (masechet) van de Orde Neziekien van de Misjna en beslaat acht hoofdstukken.
Het traktaat Sjevoeot behandelt uitgebreid de gerechtelijke en andere eden, zoals deze in de Thora in Leviticus 5:4 en verder worden benoemd.
Sjevoeot is onderdeel van zowel de Babylonische als de Jeruzalemse Talmoed. Het traktaat bevat 49 folia in de Babylonische Talmoed en 44 in de Jeruzalemse Talmoed.